# Slaget ved Nabe
Slaget ved Nabe var et slag mellem svenske tropper og en thylandsk bondevæbning under svenskekrigene i oktober 1657.
Den svenske konge havde i august 1657 oprettet sit hovedkvarter i Fredericia. Resten af Jylland skulle kontrolleres for at man kunne få tilstrækkelige forsyninger. Et forsøg på at gå over Limfjorden ved Aalborg mislykkedes. I stedet gik det udsendte korps på ca. 700 mand under Generalmajor Bøtticher ad Agger Tange (tangen var endnu ikke gennembrudt). Niels Lykke var tildelt ledelsen af forsvaret og havde ladet en skanse tværs over tangen opføre ved byen Nabe (nu forsvundet). Skansen var bemandet med nogle ryttere og ca. 1500 bønder samt folk fra Thisteds borgervæbning. 
Den 3. oktober før solopgang erobrede svenskerne skansen, en stor del af forsvarene faldt. Kirkebøgerne fortæller om mange dræbte. Thy lå derefter åbent.